# Ханаански езици
Ханаанските езици са подгрупа на семитските езици, говорени от древните народи в района на Левант включително ханаанци, израелтяни и финикийци.
Мъртви ханаански езици: финикийски, пунски, амонитски (говорен от жителите на Амон), моабитски, едомитски (говорен в Едом).
Употребявани ханански езици са: иврит, древноеврейски, и др.
Ханаанските езици, заедно със староарамейски език и угаритски език, формират подгрупата на северозападни семитски езици.